# Friedrich Wolff (Rechtsanwalt)

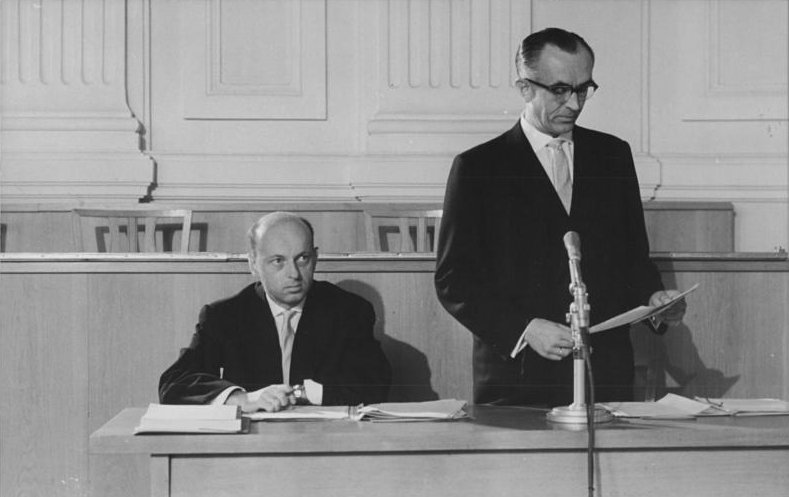
Friedrich Wolff (links) als Verteidiger beim Globke-Prozess, 1963

Friedrich Wolff (* 30. Juli 1922 in Berlin-Neukölln; † 10. Juni 2024 in Wandlitz) war ein deutscher Rechtsanwalt und über 20 Jahre lang der Vorsitzende des Berliner Anwaltskollegiums in der DDR.

## Leben
Wolf wurde als Sohn des jüdischen Arztes Dr. Alfred Wolff (1875 – 1935 in Berlin) und der Minna Johanna Schlachte (1884 in Lockwitz – 1984 in Berlin) geboren. Er besuchte die Volksschule und anschließend das Gymnasium, dass er 1941 mit Abitur abschloss. Wolff wollte ursprünglich Medizin studieren, was ihm unter den Nazis aufgrund seiner jüdischen Herkunft verwehrt blieb. Er absolvierte von 1941 bis 1943 eine Ausbildung zum Kaufmann und musste in seinem Ausbildungsbetrieb danach bis zum Ende des Zweiten Weltkriegs Munition herstellen. Dann studierte er Medizin an der Humboldt-Universität Berlin, gab das Studium jedoch auf und studierte von 1946 bis 1949 Rechtswissenschaften an derselben Universität.
Schon 1945 trat Wolff der KPD bei und wurde nach der Zwangsvereinigung von SPD und KPD zur SED Mitglied der SED. Die infolge der Wiedervereinigung aus der SED hervorgegangene Partei des Demokratischen Sozialismus (PDS) wurde dann Wolffs politische Heimat.
Beim Magistrat von Groß-Berlin hatte Wolff die Gründung von Rechtsanwaltskollegien mit vorbereitet. Er gehörte zu den Mitbegründern des Berliner Kollegiums und war von 1954 bis 1970 dessen Vorsitzender. Auf einer Tagung des Deutschen Instituts für Rechtswissenschaft Anfang Dezember 1956 setzte er sich zusammen mit dem Dozenten Rudolf Herrmann von der Juristischen Fakultät der Universität Halle in einer Diskussion dafür ein, dass die Beweisführungspflicht des Staatsanwalts umfassend erhalten bleiben müsse, damit das Gericht nicht „vor den Wagen der Anklage gespannt wird“. Überdies sprachen sich Wolff und Herrmann grundsätzlich „gegen die Verschmelzung der Funktion des Gerichts und der des Staatsanwalts aus“.
Im Jahr 1983 promovierte Wolff an der Humboldt-Universität mit einer Dissertation zur Stellung des Rechtsanwalts. Von 1984 bis 1988 sowie 1990 war er erneut Vorsitzender des Berliner Kollegiums der Rechtsanwälte.
Wolff wurde vor allem durch seine von 1981 bis 1990 einmal monatlich im Fernsehen der DDR ausgestrahlte Sendung Alles was Recht ist bekannt.
Wollf fungierte als Strafverteidiger in großen DDR-Strafverfahren wie den Prozessen gegen Beteiligte des Aufstandes vom 17. Juni 1953, gegen den Kulturfunktionär Walter Janka und gegen westdeutsche Politiker wie Hans Globke und Theodor Oberländer wegen Kriegsverbrechen (Ostberliner Schauprozesse in Abwesenheit).
Er war auch an der Verteidigung Günter Guillaumes beteiligt. Nach der Wiedervereinigung verteidigte er viele ehemalige SED-Politiker wie Erich Honecker, Hermann Axen und Hans Modrow.
Wolff war langjähriges Mitglied der Vereinigung Demokratischer Juristinnen und Juristen.
Im Jahr 1995 wurde ihm vorgeworfen, Inoffizieller Mitarbeiter (bzw. „Geheimer Informant“) des Ministeriums für Staatssicherheit (MfS) im Bereich Hauptverwaltung A unter dem Decknamen Jura gewesen zu sein. Er habe bei Treffen mit MfS-Mitarbeitern diesen Einblick in Unterlagen seiner Mandanten gewährt.
1996 erlitt Wolff einen Herzinfarkt und entschloss sich, sein Arbeitspensum einzuschränken. Ab 2003 führte eine seiner drei Töchter zusammen mit vier weiteren Anwältinnen seine Kanzlei weiter.
Friedrich Wolff lebte in der Gemeinde Wandlitz im Ortsteil Stolzenhagen, wo er seit 1973 ein Wochenendhaus besaß. Wolff starb am 10. Juni 2024 im Alter von 101 Jahren.

## Ehrungen
Im Jahr 1982 erhielt er den Vaterländischen Verdienstorden in Silber.
Im Jahr 2002 erhielt er den Menschenrechtspreis der Gesellschaft zum Schutz von Bürgerrecht und Menschenwürde e. V., die sich für die Interessen von Stasi- und SED-Kadern einsetzte.

## Schriften (Auswahl)
- Woher kommen wir, wo sind wir angekommen, wohin gelangen wir? In: Nachdenken über Sozialismus. Herausgegeben von Klaus Höpcke, Hans-Joachim Krusch, Hans Modrow, Harald Neubert, Wolfgang Richter und Robert Steigerwald. GNN Verlag Schkeuditz, 2000, ISBN 978-3-89819-015-2.
- Einigkeit und Recht – Die DDR und die deutsche Justiz. 2. Auflage, edition ost, Berlin, 2005, ISBN 978-3-360-01062-9.
- Verlorene Prozesse. Meine Verteidigungen in politischen Verfahren. edition ost, Berlin, 2009, ISBN 978-3-360-01800-7.
- Ein Leben – vier Mal Deutschland: Autobiografie. PapyRossa-Verlag, Köln, 2013, ISBN 978-3-89438-520-0.
- Das Politbüro der DDR vor Gericht. Berliner Wissenschafts-Verlag, Berlin, 2015, ISBN 978-3-8305-3570-6.
- Komm mir nicht mit Rechtsstaat: Friedrich Wolff und Egon Krenz im Gespräch. Edition Ost, Berlin, 2021, ISBN 978-3-360-01895-3.